# Dar du Coran

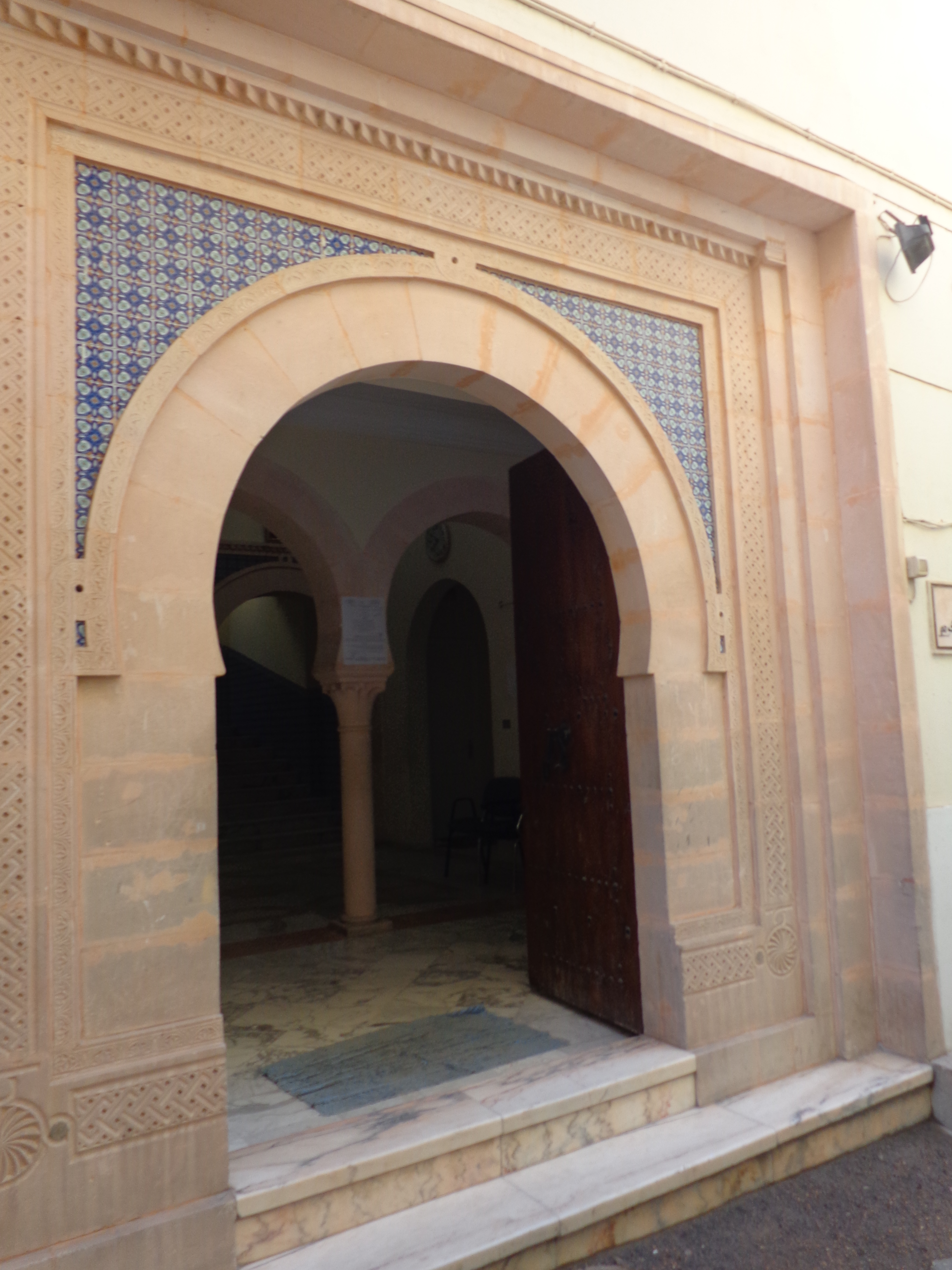
Entrée du Dar du Coran

Le Dar du Coran (arabe : دار القرآن) est l'une des demeures les plus anciennes et les plus connues de la médina de Sfax. Elle est le siège de l'Association pour la préservation du Coran et de l'éthique.

## Histoire

Patio de la demeure

Elle fait initialement partie de la maison privée d'Ibrahim Kharrat, l'un des scientifiques et poètes les plus célèbres de Sfax au XVIIIe siècle. Il la transforme en zaouïa pour l'apprentissage du Coran.
Pendant la période du protectorat français, le monument est sérieusement endommagé, ce qui pousse Hadj Khalifa Ben Ahmed Tarari Ferjani à faire un don pour le restaurer. De plus, il introduit de nouvelles matières scientifiques et approches pédagogiques modernes dans le programme de la zaouïa.
En 1988, il est rénové une deuxième fois par le ministère des Affaires religieuses et rouvre ses portes en 2000.